# Francis Ferrero
Francis Ricardo Ferrero (San Luis, 1º ottobre 1972) è un ex calciatore argentino naturalizzato cileno, di ruolo attaccante.